# Кинг, Хантер
Хэ́йли «Ха́нтер» Кинг (англ. Haley Ashley «Hunter» King; род. 19 октября 1993, Вентура, Калифорния) — американская актриса, певица, композитор, автор песен, гитаристка и гимнастка.

## Биография
Хэйли Кинг (настоящее имя Хантер) родилась 20 октября 1993 года в еврейской семье. У Хантер есть две сестры, включая старшую и младшую-актрис — Келли Кинг и Джои Кинг (род.1999).

## Карьера
Хэйли дебютировала в кино в 2001 году, сыграв роль Аманды в фильме «Искусственный разум». В 2006 году Кинг сыграла роль Дебры Морган в подростковом возрасте в телесериале «Декстер». Всего она сыграла в 16 фильмах и телесериалах.
Также Хантер очень хорошо играет на гитаре, пишет песни и поёт. Раньше Кинг занималась гимнастикой, но оставила спорт из-за травмы.

## Избранная фильмография
| Год       |   | Русское название     | Оригинальное название        | Роль                          |
| --------- | - | -------------------- | ---------------------------- | ----------------------------- |
| 2001      | ф | Искусственный разум  | A.I. Artificial Intelligence | Аманда                        |
| 2001      | с | Город пришельцев     | Roswell                      | другой ребёнок                |
| 2004      | с | Без следа            | Without a Trace              | Ноэль                         |
| 2006      | с | Декстер              | Dexter                       | Дебра в подростковом возрасте |
| 2008      | с | Скорая помощь        | ER                           | Джули О'Фэллон                |
| 2009      | с | Ханна Монтана        | Hannah Montana               | Бриджет                       |
| 2012—2014 | с | Молодые и дерзкие    | The Young and the Restless   | Саммер Ньюман                 |
| 2022      | ф | Спрятанное сокровище | Hidden Gems                  | Эдди Ватсон                   |